# On demande un bandit
Pour plus de détails, voir Fiche technique et Distribution.
On demande un bandit est un  court-métrage français réalisé par Henri Verneuil, sorti en 1950.

## Fiche technique
- Réalisation : Henri Verneuil
- Scénario : Pierre Ferrary, Max Regnier
- Décors : Roland Berthon
- Photographie : Charles Suin
- Pays :  France
- Format : Noir et blanc -  Son mono
- Genre : court-métrage comique
- Durée : 22 minutés
- Année de sortie : 1950
- Affiche : Henri Cerutti (France)

## Distribution
- Jean Carmet
- Max Dalban
- André Salvador
- Henri Vilbert
- Georges Lannes
- Christiane Delyne

## À voir aussi
- L'Art d'être courtier, par le même réalisateur, le même acteur et le même personnage.